# Mission (British Columbia)
Mission ist ein Ort in der kanadischen Provinz British Columbia, der am Nordufer des Fraser River liegt. Die Stadt wurde formal 1892 (incorporated) gegründet. Sie gehört damit zu den ältesten 25 Gemeinden in British Columbia, die alle bereits vor 1900 offiziell gegründet wurden. Der Ortsname wurde von der 1868 gegründeten Oblatenmissionsstation St. Mary‘s Mission abgeleitet, die östlich der Stadt lag.

## Geschichte
Das Frasertal ist, wie Fundorte wie die Milliken Site bei Yale und die Glenrose Cannery an der Mündung des Flusses zeigen, schon lange bewohnt. Permanente Behausungen lassen sich ab etwa 3.000 v. Chr. nachweisen. Die zur Stammesgruppe der Stó:lō gehörende Matsqui First Nation bewohnt heute eine Insel namens Matsqui Island im Fraser. Sie führen sich auf die frühesten Bewohner zurück. Ihr Siedlungsschwerpunkt liegt 5 km westlich von Mission auf dem linken Fraserufer im Reservat Matsqui Main 2. In eigenen Reservaten lebten im Februar 2019 97 Matsqui, insgesamt zählte der Stamm 262 Angehörige.
Der erste Europäer in der Region war wohl Simon Fraser, der den nach ihm benannten Fraser River 1808 befuhr. Ab den 1820er Jahren gründete die Hudson’s Bay Company Forts, dabei arbeiteten Stó:lo für die Company entlang ihrer Trails als Fallensteller, Packer, Führer, Ruderer, Kuriere oder Köche.
1861 eröffnete hier eine kirchliche Missionsschule, die spätere „St. Mary’s Mission Indian Residential School“. Dabei handelte es sich um eine von rund 130 in ganz Kanada bestehenden Residential School für die Kinder der Indianer und Inuit, die dort überwiegend gegen ihren Willen internatsartig untergebracht wurden. Die Schule in Mission gehörte zu den ersten die eröffnet wurde und war 1984 die letzte in der Provinz die geschlossen wurde. Allgemein kam es in diesen Schulen, welche in der Regel von kirchlichen Organisationen betrieben wurden, zu Tausenden von Übergriffen auf die Schüler, zu hohen Sterblichkeitsraten, für die sich die kanadische Bundesregierung im Jahr 2008 entschuldigte.
Das Gebiet der heutigen Stadt wurde während des Großen Landverkaufs (Great Land Sale) von 1891 privatisiert, als die Canadian Pacific Railway entstand. Der Ort war für Bodenspekulanten deshalb interessant, weil hier der Abzweig von der CPR Richtung Norden, die Burlington Northern Railroad, entstehen sollte.
1891 entstand die Mission Railway Bridge, die unterhalb von Yale als einzige den Fraser überspannte. Damit musste der gesamte Verkehr zwischen Vancouver und den USA über Mission laufen, allerdings nur bis 1904, als eine Brücke in New Westminster entstand. Erst 1973 entstand in Mission eine neue Brücke.
Der Ortskern entstand zwischen der CPR-Hauptstrecke und dem Fluss, doch musste er nach der Überschwemmung von 1894 auf die Nordseite des Eisenbahndamms verlegt werden. Das Handelszentrum bestand nur auf einer Länge von vier bis fünf Häuserblöcken.
Weitgehend ländlich blieb der Westen, das Stave Valley, doch entstand hier durch die British Columbia Electric Railway 1961 der Stave Falls Dam, ein Stausee zur Stromproduktion. Die Stave Falls Power Company unterhielt eine Güter- und Passagierbahn bis zum Damm. Dabei entstanden zudem etwa 300 Häuser für die Beschäftigten.
Durch den Bau des Highway 1 auf der Südseite des Fraser Anfang der 1960er Jahre wuchsen die Nachbarorte Abbotsford, Langley, Matsqui und Sumas doch Mission verlor eine große Dépendance von Eaton’s, dem bedeutendsten Versandhaus Kanadas. Auch der Bau einer neuen Brücke stärkte die Konkurrenz, so dass Mission zahlreiche Geschäfte einbüßte. Diese Entwicklung wurde durch eine Direktverbindung durch den West Coast Express nach Vancouver noch verstärkt.
Die ländlichen Nachbarorte im Distrikt Mission, wie Silverdale, 7 km westlich von Mission, wurde vor allem von italienischen Einwanderern bevölkert. Dort entstand auch eine finnische utopische Siedlung bei Silverhill, doch folgten nach einem vernichtenden Waldbrand skandinavische und deutsche Siedler.
Das nördlich gelegene Steelhead entstand als Ausflugsort begüterter Vancouveraner. Ferndale, Cedar Valley und Hatzic wurden als ländliche Gemeinden von britischen Einwanderern besiedelt, bis zum Zweiten Weltkrieg lebten hier auch zahlreiche Japaner, die vor allem in der Fischindustrie, der Holzfällerei und in der Gartenwirtschaft eine Rolle spielten.

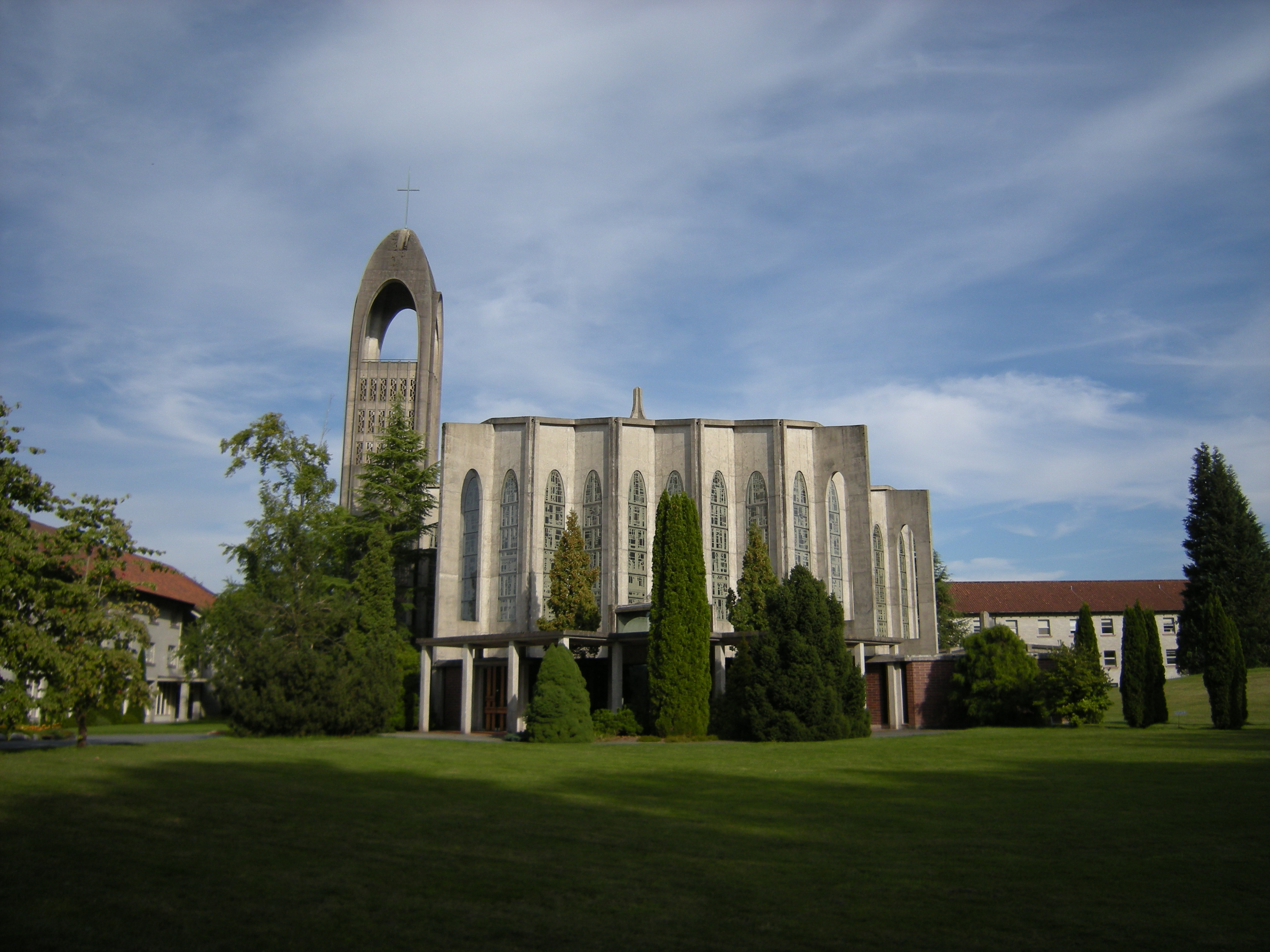
Westminster Abbey (Benediktinerabtei)

1954 erwarben Benediktiner Land bei Mission und errichteten Kloster und Kirche namens Westminster Abbey sowie ein Seminar Christ the King.
1969 stimmte die Bevölkerung sowohl der Stadt als auch des Distrikts für eine Zusammenlegung.

## Bevölkerung
Der Zensus im Jahr 2011 ergab für die Distriktgemeinde eine Bevölkerungszahl von 36.426 Einwohnern. Die Bevölkerung der Stadt hatte dabei im Vergleich zum Zensus von 2006 nur um 5,6 % zugenommen, während die Bevölkerung in der gesamten Provinz British Columbia gleichzeitig um 7,0 % anwuchs.
Entsprechend der Wirtschaftsstruktur sind rund drei Fünftel der arbeitenden Bevölkerung Pendler.
Der Anteil der christlichen Bevölkerung lag 2001 bei 55,1 %, der der Sikh bei 5,1 %. Als sogenannte sichtbare Minderheiten (visible minorities) gelten die Inder, die rund 5 % der Bevölkerung stellen, im Osten finden sich Angehörige der Stó:lō.

## Klima
Durchschnittlich fallen 1.764 mm Niederschlag pro Jahr, wobei der Juli der trockenste und der Dezember der feuchteste Monat ist. Im Juli schwankt die Durchschnittstemperatur in der Regel zwischen 12 und 24 °C, im Dezember zwischen 1 und 5 °C. Die höchste gemessene Temperatur der letzten Jahrzehnte betrug 37,8 °C und die niedrigste −19,4 °C.
|                       | Jan  | Feb   | Mär   | Apr   | Mai   | Jun   | Jul  | Aug  | Sep  | Okt   | Nov   | Dez   |   |         |
| Mittl. Tagesmax. (°C) | 5,1  | 8     | 10,9  | 14,6  | 17,4  | 19,9  | 23,5 | 23,4 | 20,9 | 14,9  | 8,9   | 6     | ⌀ | 14,5    |
| Mittl. Tagesmin. (°C) | −0,2 | 1,3   | 2,7   | 4,8   | 7,7   | 10,3  | 12,3 | 12,5 | 10,4 | 6,7   | 3,2   | 0,9   | ⌀ | 6,1     |
|                       |      |       |       |       |       |       |      |      |      |       |       |       |   |         |
| Niederschlag (mm)     | 217  | 190,7 | 154,6 | 129,7 | 102,5 | 100,6 | 63,6 | 74   | 77,9 | 141,2 | 252,7 | 260,1 | Σ | 1.764,6 |

| −0,2 |

| 1,3 |

| 2,7 |

| 4,8 |

| 7,7 |

| 10,3 |

| 12,3 |

| 12,5 |

| 10,4 |

| 6,7 |

| 3,2 |

| 0,9 |

| −0,2 |

| 1,3 |

| 2,7 |

| 4,8 |

| 7,7 |

| 10,3 |

| 12,3 |

| 12,5 |

| 10,4 |

| 6,7 |

| 3,2 |

| 0,9 |

## Wirtschaft
Ehemals wichtigste Erwerbsgrundlage der Bauern war die Beerenernte, insbesondere die von Erdbeeren. Sie wurde jedoch durch die Deportation der Japaner und durch die schwere Überschwemmung von 1948 vernichtet. Nur die Empress Foods Co. überlebte das Desaster.
Ähnliche Ausmaße erreichte die Holzindustrie, die vor allem auf der sogenannten Red Cedar basierte. Baumschulen nahmen den gesamten Norden und Nordwesten des Distrikts ein. Die nahegelegene Eddy Match Co. zwischen Mission und Hatzic war die größte Streichholzfabrik der Welt, doch wurde sie in den 1960er Jahren geschlossen.
2006 waren, hinsichtlich der Anzahl der Beschäftigten, die wichtigsten Wirtschaftszweige das Baugewerbe, das herstellende Gewerbe, der Handel, der Bereich Gesundheit und Soziales sowie die Forst- und Holzwirtschaft.
Das Durchschnittseinkommen (Median Income) der Beschäftigten aus Mission lag im Jahr 2006 bei durchschnittlichen 24.679 C $, während es zur selben Zeit im Durchschnitt der gesamten Provinz British Columbia 24.867 C $ betrug. Der Einkommensunterschied zwischen Männern (31.943 C $) und Frauen (19.197 C $) entspricht in Mission etwa dem Provinzdurchschnitt (⌀ - Männer = 31.598 C $, ⌀ - Frauen = 19.997 C $).

## Verkehr
Öffentlicher Personennahverkehr wird örtlich und mit einer Verbindung nach Abbotsford durch das „Central Fraser Valley Transit System“ angeboten, welches von BC Transit betrieben wird. Hinzu kommt der West Coast Express, der fünfmal täglich eine Verbindung nach Vancouver herstellt.
Auf dem Fluss, der hier nicht schiffbar ist, fahren Kanus und einige Jetboote.
Mission ist über den Highway 7 mit Vancouver verbunden, nach Süden wird Abbotsford über Highway 11 erreicht, dieser führt dann weiter in die Vereinigten Staaten.

## Museen
X̲á:ytem oder das Xá:ytem Longhouse Interpretive Centre befasst sich mit der Geschichte und Kultur der Indianer am unteren Fraser River, insbesondere der Stó:lō, die zu den Küsten-Salish gehören.

## Söhne und Töchter der Stadt
- Walter Young (1913–2004), Marathonläufer
- Debbie Brill (* 1953), Hochspringerin
- Gary MacDonald (* 1953), Schwimmer
- Robin Sochan (* 1977), Eishockeyspieler
- Carly Rae Jepsen (* 1985), Singer-Songwriterin
- Graham Wardle (* 1986), Schauspieler
- Jordan Hickmott (* 1990), Eishockeyspieler